# Tu es comme ça
Clip vidéo
[vidéo] « Tu es comme ça », sur YouTube
Pistes de La Fille qui chante
Chante Pas d'âge pour rêver
Tu es comme ça est une chanson interprétée par les québécois Marilou et Garou sortie en single en 2005.
La chanson atteint sa meilleure position au classement français des singles à la 10e place, elle y restera vingt six semaines dans le classement.

## Liste des titres
| No | Titre                            | Auteur           | Durée |
| -- | -------------------------------- | ---------------- | ----- |
| 1. | Tu es comme ça                   | Jacques Veneruso | 3:03  |
| 2. | Tu es comme ça (Version Karaoké) | Jacques Veneruso | 3:03  |
| 3. | Extras: Tu es comme ça (Video)   |                  |       |

## Classements hebdomadaires
| Classement (2002)                       | Meilleure position |
| --------------------------------------- | ------------------ |
| Belgique (Wallonie Ultratop 50 Singles) | 4                  |
| France (SNEP)                           | 10                 |
| Suisse (Schweizer Hitparade)            | 23                 |